# ICC Intercontinental Cup
L'ICC Intercontinental Cup è un torneo mondiale per squadre nazionali di cricket.

## Storia
La sua istituzione fu stabilita per poter permettere anche alle nazioni non aventi il test status di poter giocare partite di First Class cricket a livello internazionale contro avversari di pari forza. La prima edizione fu disputata nel 2004 con 12 squadre partecipanti e nel corso degli anni il numero dei partecipanti è variato.
A partire dall'edizione 2017 il vincitore della Intercontinental Cup si qualificherà per l'ICC Test Challenge.

## Formula
Attualmente la competizione non si svolge durante un intero anno solare ma occupa un arco di tempo pluriennale. Non viene scelta una sede comune ma tutte le partite vengono disputate in impianti dei vari paesi che vi prendono parte, solo la finale avviene in una sede neutrale precedentemente designata.
Il torneo attualmente viene disputato da otto squadre nazionali con un girone all'italiana con partite di sola andata. Le prime due classificate si affrontano in una finale. Ogni partita è un First Class Match di quattro giorni di durata.

## Albo d'oro
| Anno             | Luogo della finale                                               | Finale      | Finale                                       | Finale      |
| Anno             | Luogo della finale                                               | Vincitore   | Risultato                                    | Finalista   |
| ---------------- | ---------------------------------------------------------------- | ----------- | -------------------------------------------- | ----------- |
| 2004 Dettagli    | Sharjah Cricket Association Stadium Sharjah, Emirati Arabi Uniti | Scozia      | SCO vince di un innings e 84 runs Tabellino  | Canada      |
| 2005 Dettagli    | Wanderers Cricket Ground Windhoek, Namibia                       | Irlanda     | IRL vince di 6 wickets Tabellino             | Kenya       |
| 2006-07 Dettagli | Grace Road Leicester, Inghilterra                                | Irlanda     | IRL vince di un innings e 115 runs Tabellino | Canada      |
| 2007-08 Dettagli | St George's Oval Port Elizabeth, Sudafrica                       | Irlanda     | IRL vince di 9 wickets Tabellino             | Namibia     |
| 2009-10 Dettagli | Dubai International Cricket Stadium Dubai, Emirati Arabi Uniti   | Afghanistan | AFG vince di 7 wickets Tabellino             | Scozia      |
| 2011-13 Dettagli | ICC Global Cricket Academy Dubai, Emirati Arabi Uniti            | Irlanda     | IRL vince di 122 runs Tabellino              | Afghanistan |
| 2015-17 Dettagli | Competizione a girone                                            | Afghanistan | Competizione a girone                        | Irlanda     |

## Statistiche
Il match del 2006 tra Namibia e Nepal, il match abbandonato tra Scozia e Kenya nel 2008 e quello tra Zimbabwe e Scozia nel 2010 non sono inclusi nel calcolo. Statistiche riferite al torneo del 2017 concluso.
| Squadra             | Tornei | Tornei vinti | Match | Vittorie | Sconfitte | Draw | % Vittorie |
| ------------------- | ------ | ------------ | ----- | -------- | --------- | ---- | ---------- |
| Irlanda             | 7      | 4            | 39    | 25       | 3         | 11   | 64.1%      |
| Scozia              | 7      | 1            | 33    | 11       | 8         | 14   | 33.3%      |
| Paesi Bassi         | 7      |              | 33    | 7        | 16        | 10   | 21.2%      |
| Namibia             | 6      |              | 34    | 15       | 14        | 5    | 44.1%      |
| Kenya               | 6      |              | 28    | 9        | 12        | 7    | 32.1%      |
| Emirati Arabi Uniti | 6      |              | 34    | 9        | 14        | 11   | 26.5%      |
| Canada              | 6      |              | 29    | 6        | 18        | 5    | 20.7%      |
| Bermuda             | 4      |              | 15    | 3        | 11        | 4    | 16.7%      |
| Afghanistan         | 3      | 2            | 22    | 17       | 1         | 4    | 77.3%      |
| Nepal               | 2      |              | 5     | 2        | 0         | 3    | 40.0%      |
| Uganda              | 2      |              | 7     | 2        | 4         | 1    | 28.6%      |
| Hong Kong           | 2      |              | 8     | 2        | 4         | 2    | 25.0%      |
| Zimbabwe            | 1      |              | 5     | 3        | 0         | 2    | 80.0%      |
| Stati Uniti         | 1      |              | 2     | 1        | 1         | 0    | 50.0%      |
| Papua Nuova Guinea  | 1      |              | 7     | 2        | 4         | 1    | 28.6%      |
| Malaysia            | 1      |              | 2     | 0        | 2         | 0    | 0.0%       |
| Isole Cayman        | 1      |              | 2     | 0        | 2         | 0    | 0.0%       |